# Toggenburger Jahrbuch
Das Toggenburger Jahrbuch ist eine jährlich erscheinende Sammlung von Text- und Bildbeiträgen zu historischen, volks- und naturkundlichen sowie gesellschaftlichen und kulturellen Themen aus der Talschaft Toggenburg. Es wird seit 2001 vom Toggenburger Verlag Schwellbrunn herausgegeben.

## Mediale Einordnung
Das Toggenburger Jahrbuch füllt pressegeschichtlich die Lücke zwischen aktuellen, eher kurzen Texten, wie sie gegenwärtig vom Toggenburger Tagblatt und dem Toggenburger Magazin gepflegt werden, sowie den ausführlichen, wissenschaftlich orientierten Abhandlungen, wie sie die Toggenburgerblätter für Heimatkunde publizieren. Es versteht sich als mediales Spiegelbild des Themenreichtums in der Kultur- und Naturlandschaft des Thur- und Neckertals. Sein Umfang liegt je bei rund einem Dutzend Beiträgen auf gut 250 Seiten.

## Vorläufer-Publikationen
Das Toggenburg blickt historisch auf eine Vielzahl von Jahrbüchern zurück. 1927 bis 1964 gab der Verlag Emil Kalberer in Bazenheid in unregelmässigen Abständen eine Toggenburger Chronik als Beilage zum Alttoggenburger und Toggenburger Volksblatt heraus. Sie enthielt vor allem Beiträge zur Lokalgeschichte, Totenbilder und Nachrufe. Näher am heutigen Verständnis eines Jahrbuchs lagen die Untertoggenburger Neujahrs-Blätter für Jung und Alt, die von 1929 bis 1937 jährlich in Flawil herausgegeben wurden – jedoch allein für den gleichnamigen Bezirk Untertoggenburg. 1938 setzte mit den Toggenburgerblättern für Heimatkunde eine dritte Schriftenreihe ein, die erst als Beilage zum Toggenburger Boten und Amt-Anzeiger in Lichtensteig erschien. Dank eines Wechsels der Trägerschaft zur 1944 gegründeten «Toggenburger Vereinigung für Heimatkunde» (heute: «Fokus Toggenburg») erscheint sie bis heute. Mit dem Toggenburger Kalender kam 1941 eine vierte Publikationsreihe auf den Markt, die unter den Namen Toggenburger Heimat-Kalender (ab 1944) und Toggenburger Heimat-Jahrbuch (ab 1950 bis 1960) bei Kalberer in Bazenheid sowie als Toggenburger Annalen (ab 1974 bis 1998) bei Zeno Fischers Erben in Uzwil verlegt wurden. Neu konzipiert lag die Schrift im Herbst 2000 als Toggenburger Jahrbuch für das Jahr 2001 erstmals vor.

## Einzugsgebiet und Inhalt
Regelmässig mit Text- und Bildbeiträgen betreut wird die Talschaft Toggenburg. In geografischer Hinsicht lässt sich die vom Toggenburger Jahrbuch berücksichtigte Region mit der früher von der Fürstabtei St. Gallen verwalteten Grafschaft Toggenburg gleichsetzen. Die Region umfasst neben den Gemeinden des heutigen Wahlkreises Toggenburg auch die bis 2002 im ehemaligen Bezirk Untertoggenburg zusammengefassten Gemeinden – also neben Wildhaus-Alt St. Johann, Nesslau-Krummenau, Ebnat-Kappel, Wattwil, Lichtensteig, Neckertal, Bütschwil-Ganterschwil, Mosnang, Lütisburg und Kirchberg auch Flawil, Degersheim, Jonschwil sowie Uzwil und Oberuzwil (heute: Wahlkreis Wil).
Inhaltlich pflegt das Toggenburger Jahrbuch lokal- und regionalgeschichtliche Themen sowie kulturelle, naturkundliche und gesellschaftliche Texte. Von grosser Bedeutung schliesslich ist die jährliche Chronik aller 15 Einzugsgemeinden, die von Lokalkorrespondenten betreut und zusammengetragen wird.

## Redaktion und Finanzierung
Das Redaktionsteam arbeitet unentgeltlich und besteht seit 2023 aus Irène Häne-Ebneter (Kirchberg), Anton Heer (Flawil) und Albert Holenstein (Jonschwil). Für die Administration zuständig ist Arthur Lieberherr (Ebnat-Kappel). Die erweiterte Redaktion mit spezialisierter Zuständigkeit bilden Barbara Anderegg (Wattwil), Hans Büchler (Wattwil), Patrick Rüegg (Wattwil), Bruno Wickli (Neu St. Johann/Wil) und Paul Widmer (Bern, alle Geschichte/Kultur), Peter Weber (Wattwil/Zürich, Literatur), Markus Meier (Winterthur, Musik), René Güttinger (Nesslau, Natur) sowie Marlis Kaufmann (Wattwil) und Willy Schönenberger (Gähwil, alle Chronik).
Finanziert wird das Toggenburger Jahrbuch im Wesentlichen durch die Supporter-Vereinigung «12er-Klub».